# Vario Helicopter
La VARIO Helicopter è un'azienda di modellismo dinamico tedesca con sede a Gräfendorf, nel land della Baviera.

## Storia
Fondata da Uli Streich nel 1974 nell'allora Repubblica Federale Tedesca la produzione è principalmente dedicata agli elicotteri in particolare di riproduzioni ad alta fedeltà in scale molto grandi. Dal 2010 l'azienda produce anche modelli di mezzi da lavoro.

## Prodotti
Vario è specializzata nella produzione di modelli in grande scala. È il più grande fornitore in questo settore attraverso una continua evoluzione e sempre più concentrandosi su prototipi nuovi. Vi sono modelli che arrivano a scala 1:3,5.
Data la elevata quota di esportazione, l'azienda ha rappresentanti in vari paesi, diciotto in tutto il mondo. Per questo nel 2009 gli è stato assegnato il Exportpreis Bayern.